# سلطان الاطرش
سلطان الاطرش, (مارس ۵، ۱۸۹۱ – مارس ۲۶، ۱۹۸۲) (زبان عربی: سلطان الأطرش) یکی از رهبران انقلاب بزرگ سوریه ضد قیمومت فرانسه بر سوریه در بین سال‌های ۱۹۲۵–۱۹۲۷ میلادی است.
بعد از وارد شدن نیروهای انقلاب بزرگ عربی با فرماندهی فیصل یکم به دمشق در سال ۱۹۱۸م، از طرف رهبر مذکور این انقلاب، لقب پاشا به وی داده شد.